# Crocidura lea
Crocidura lea — вид ссавців із родини Soricidae. Це ендемік центральних і північних провінцій Сулавесі в Індонезії.

## Опис
Сулавесська землерийка — одна з найменших серед білозубок. Спинний волосяний покрив короткий і оксамитовий, сірувато-коричневий або червонувато-коричневий, а низ блідіший.

## Поширення і середовище проживання
Сулавесська землерийка є ендеміком індонезійського острова Сулавесі, де вона зустрічається в центральній і північній частинах острова, на висоті приблизно до 1000 м. Типовим середовищем існування є первинні тропічні ліси, але, здається, вид здатний виживати й у вторинних лісах. Ступінь, до якої він може адаптуватися до деградованого середовища існування, невідома.

## Поведінка
Вважається, що сулавесська землерийка веде нічний спосіб життя, але про її природну історію та поведінку відомо дуже мало. Як і інші представники родини, Crocidura lea живе серед листя, є комахоїдною і, ймовірно, поїдає комах і дрібних членистоногих.